# Andrew Mowatt
Andrew Mowatt, född 24 maj 1964, är en friidrottare från Kanada. Han deltog vid olympiska sommarspelen 1984 och olympiska sommarspelen 1988.